# Basiliek van Santa Maria della Salute
De basiliek van Santa Maria della Salute is een Venetiaanse kerk die gebouwd werd in de periode 1631–1687 door de architect Baldassare Longhena. De kerk staat langs het Canal Grande in de wijk Dorsoduro en is opgetrokken uit witte kalksteen. Het gebouw is, afgezien van de aanbouw, achthoekig van vorm en in barokstijl gebouwd. Het hele bouwwerk rust op honderdduizend eikenhouten palen.
De kerk werd destijds gebouwd omdat men dacht dat de pest eindelijk uitgebannen was. Na lange tijd stak de pest echter toch weer de kop op in de stad.
Het interieur is uitgevoerd in donkergrijze natuursteen. Het door Baldassare Longhena ontworpen hoofdaltaar domineert in het interieur. De sculpturale groep op het altaar, De Maagd verdrijft de pest, stelt een Maagd en Kind voor, als Verlosser die Venetië verdedigt tegen de pest. Het is het werk van de Vlaamse beeldhouwer Josse de Corte. Verder bevinden er zich schilderijen van Tintoretto, zoals Bruiloft te Kana, en van Titiaan, namelijk Kaïn en Abel, David en Goliath en Het offer van Abraham.

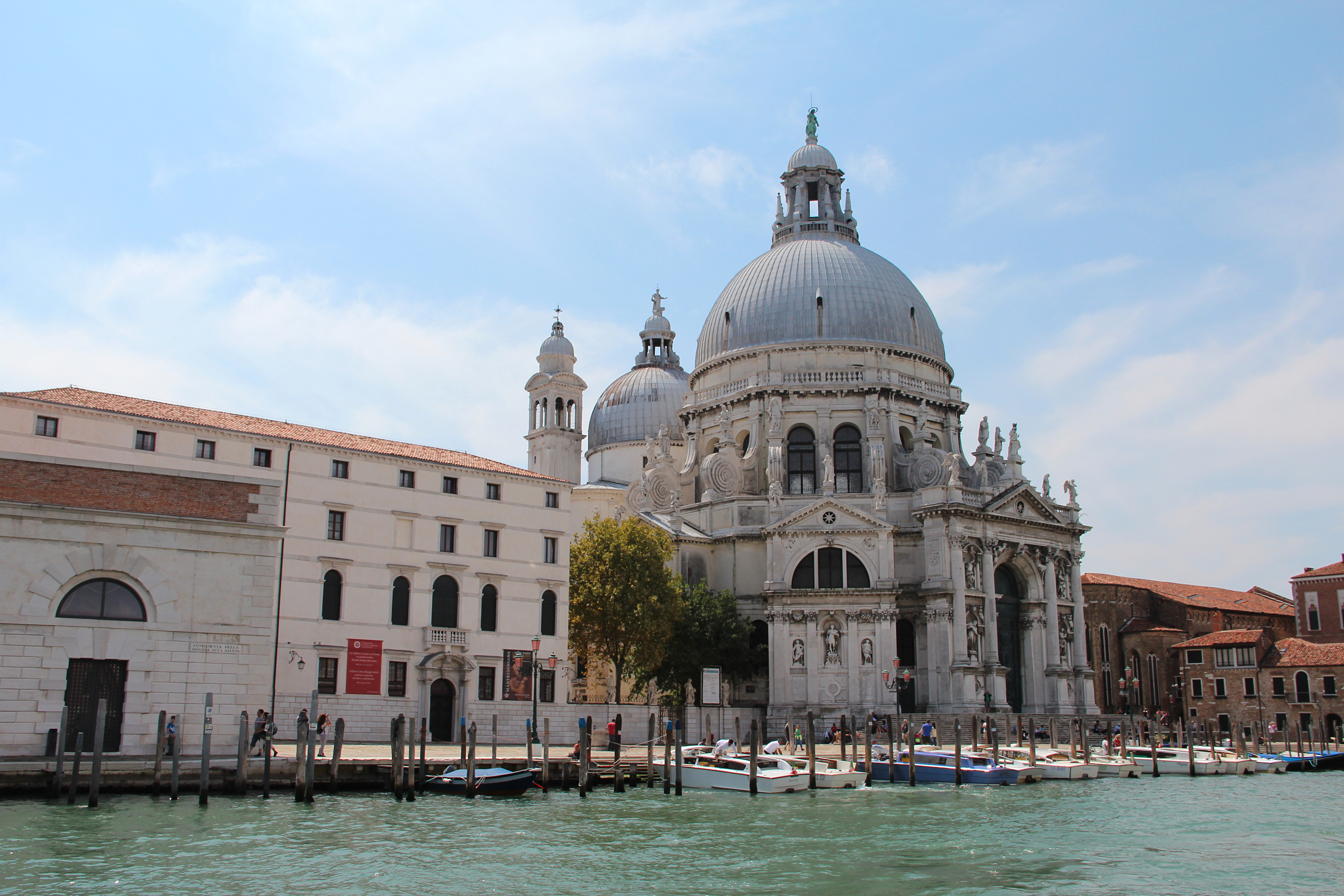
De basiliek gezien vanaf het Canal Grande.
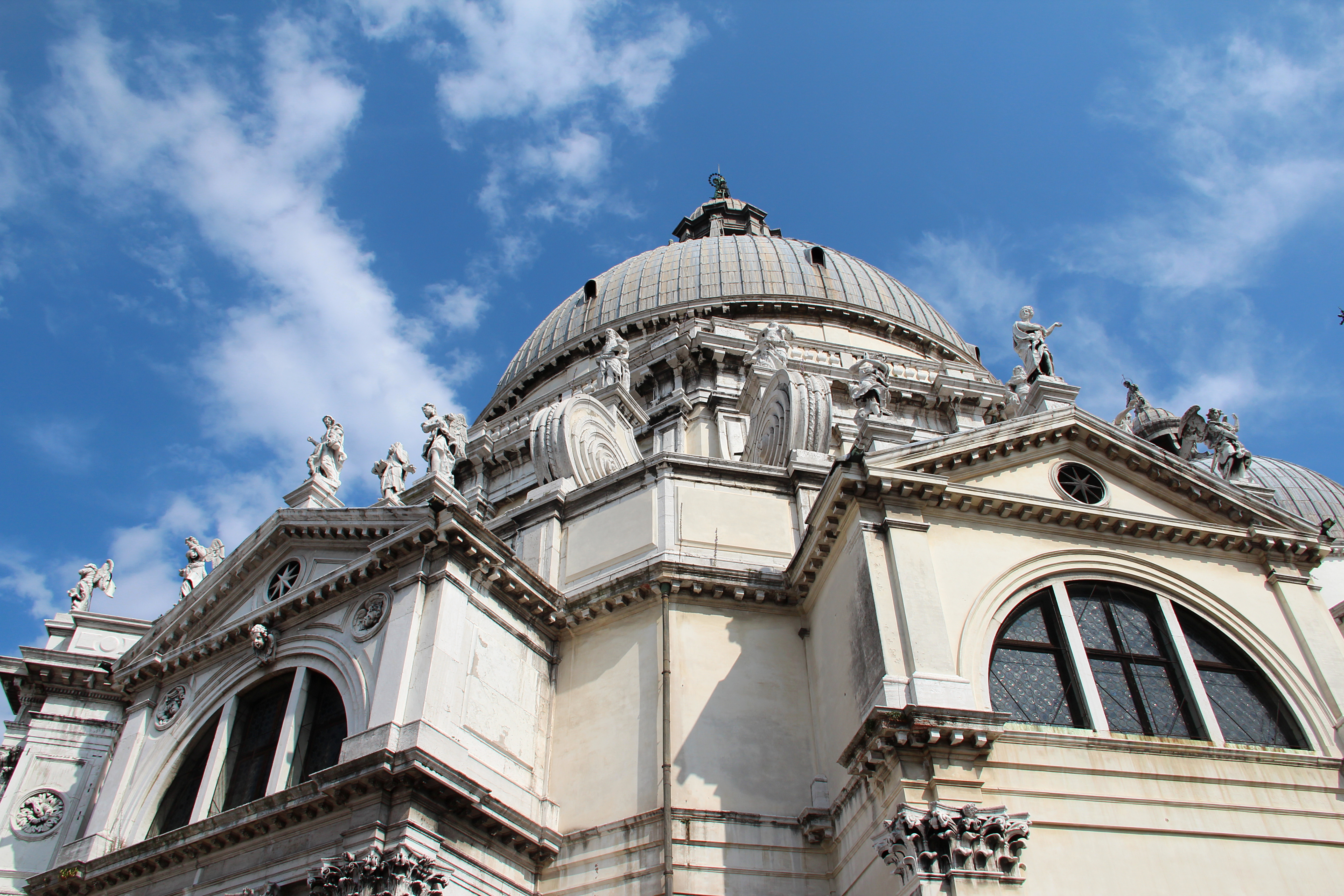
De noordwestkant van de basiliek en zijn stralende kapellen.
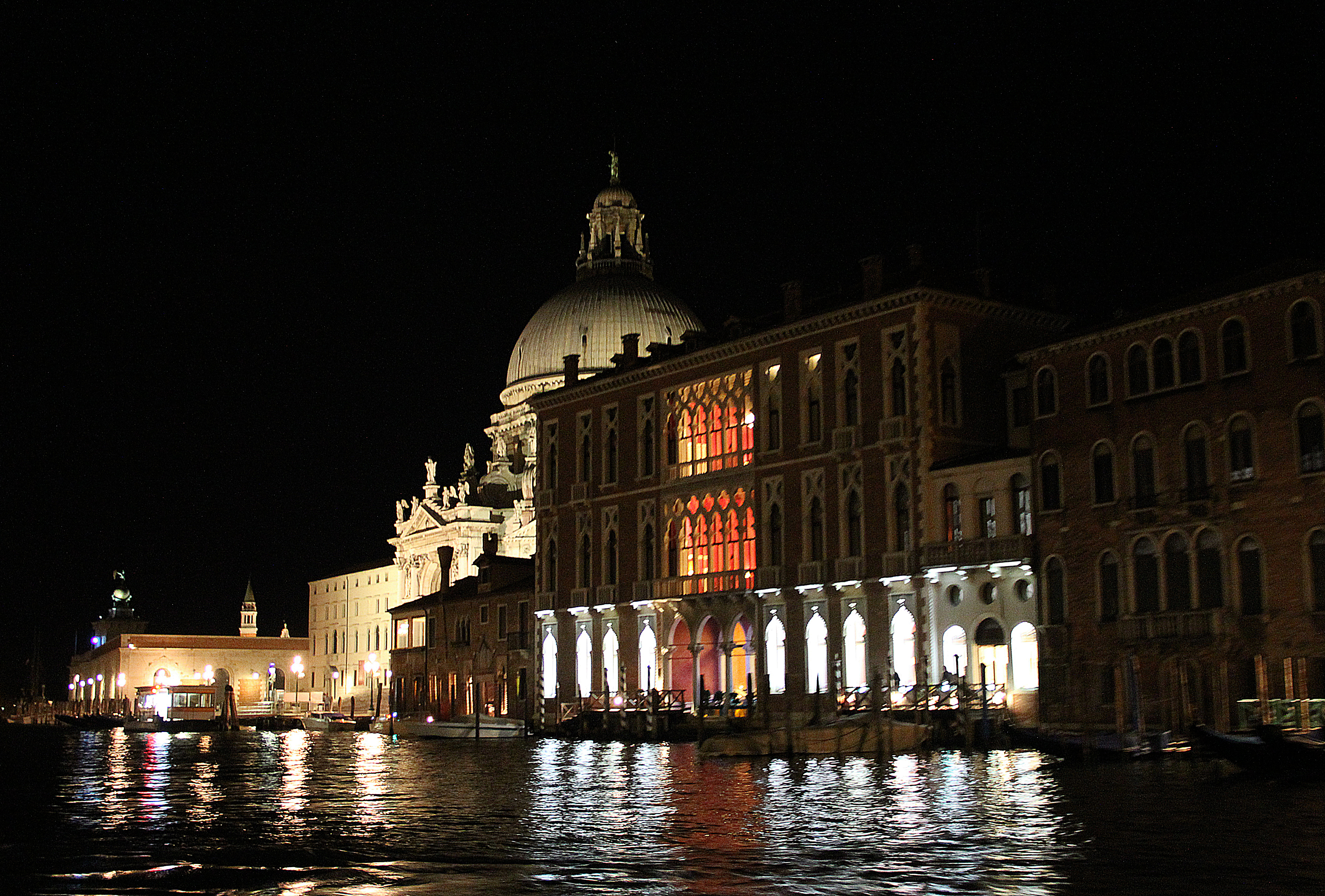
De basiliek 's nachts gezien.
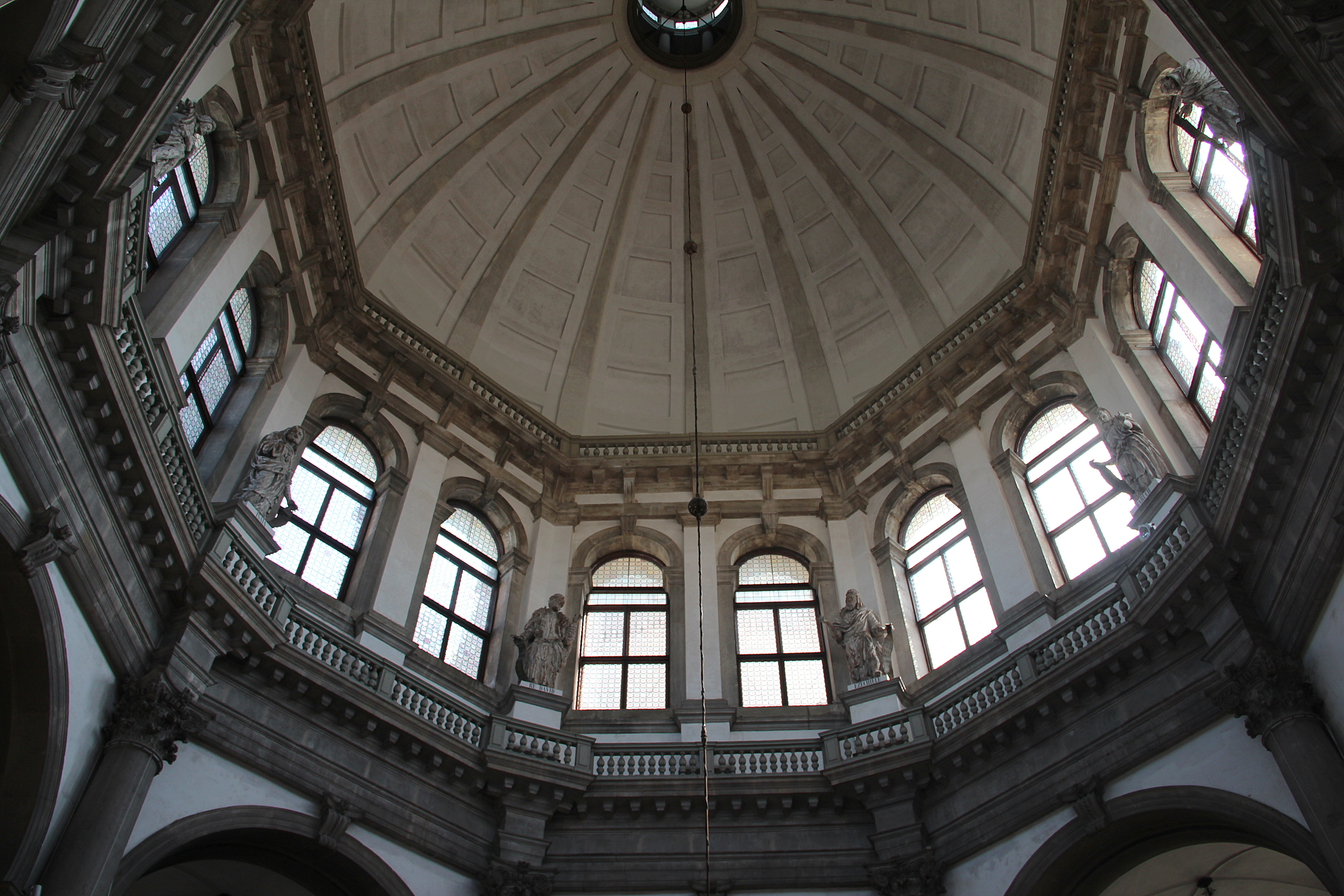
Binnenkant van de koepel.
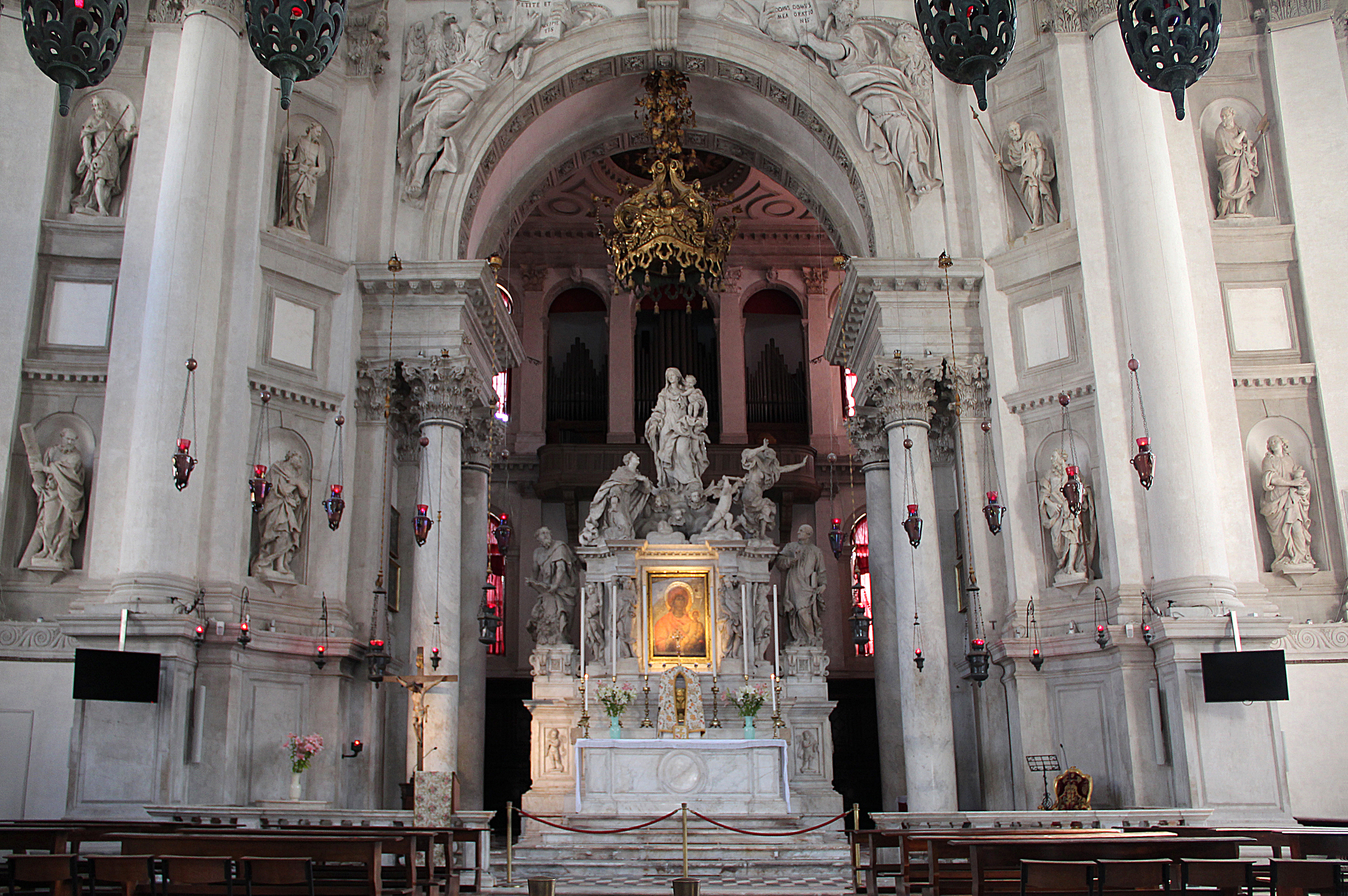
Het koor van de basiliek.
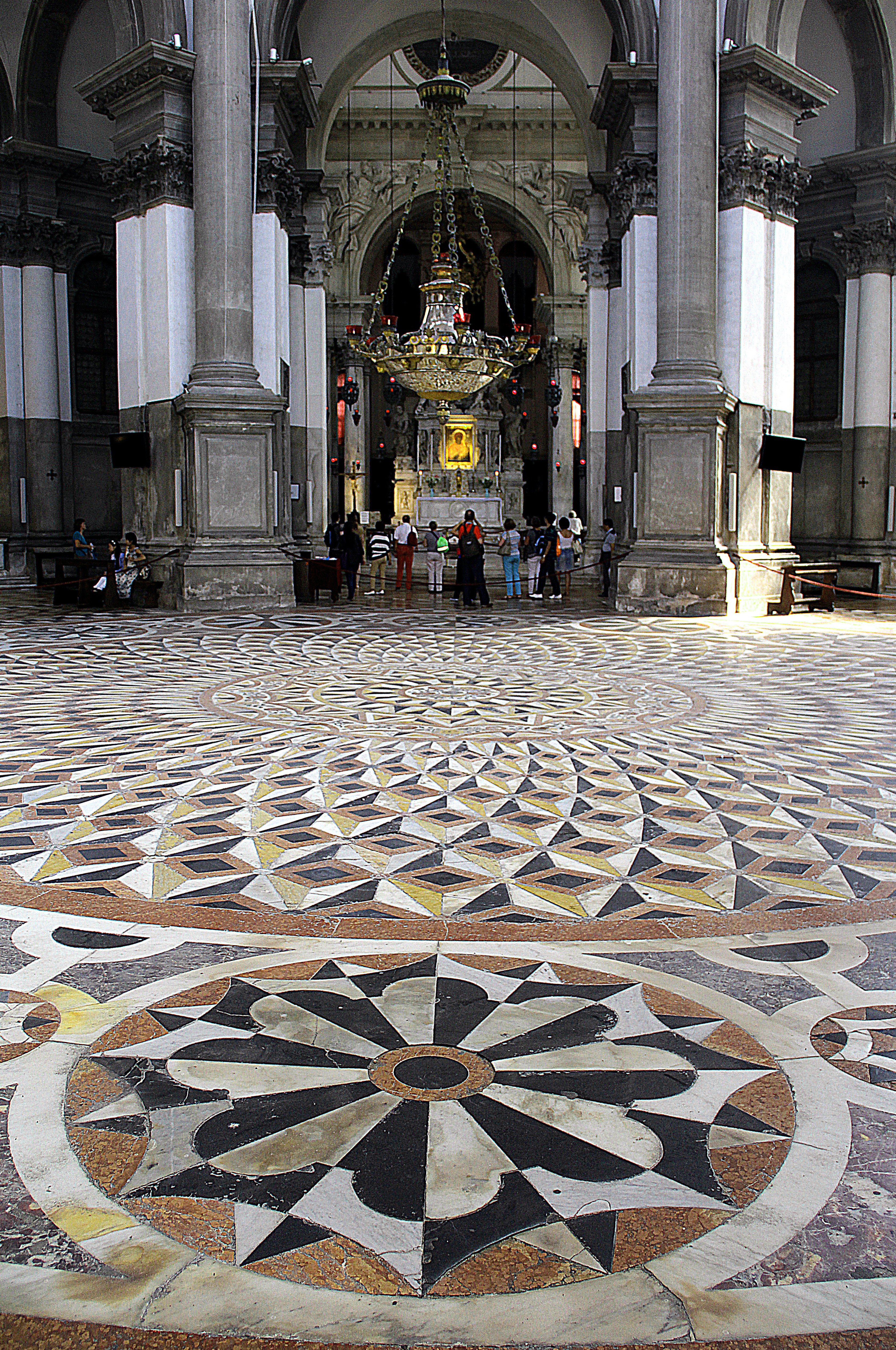
Bestrating van de basiliek.
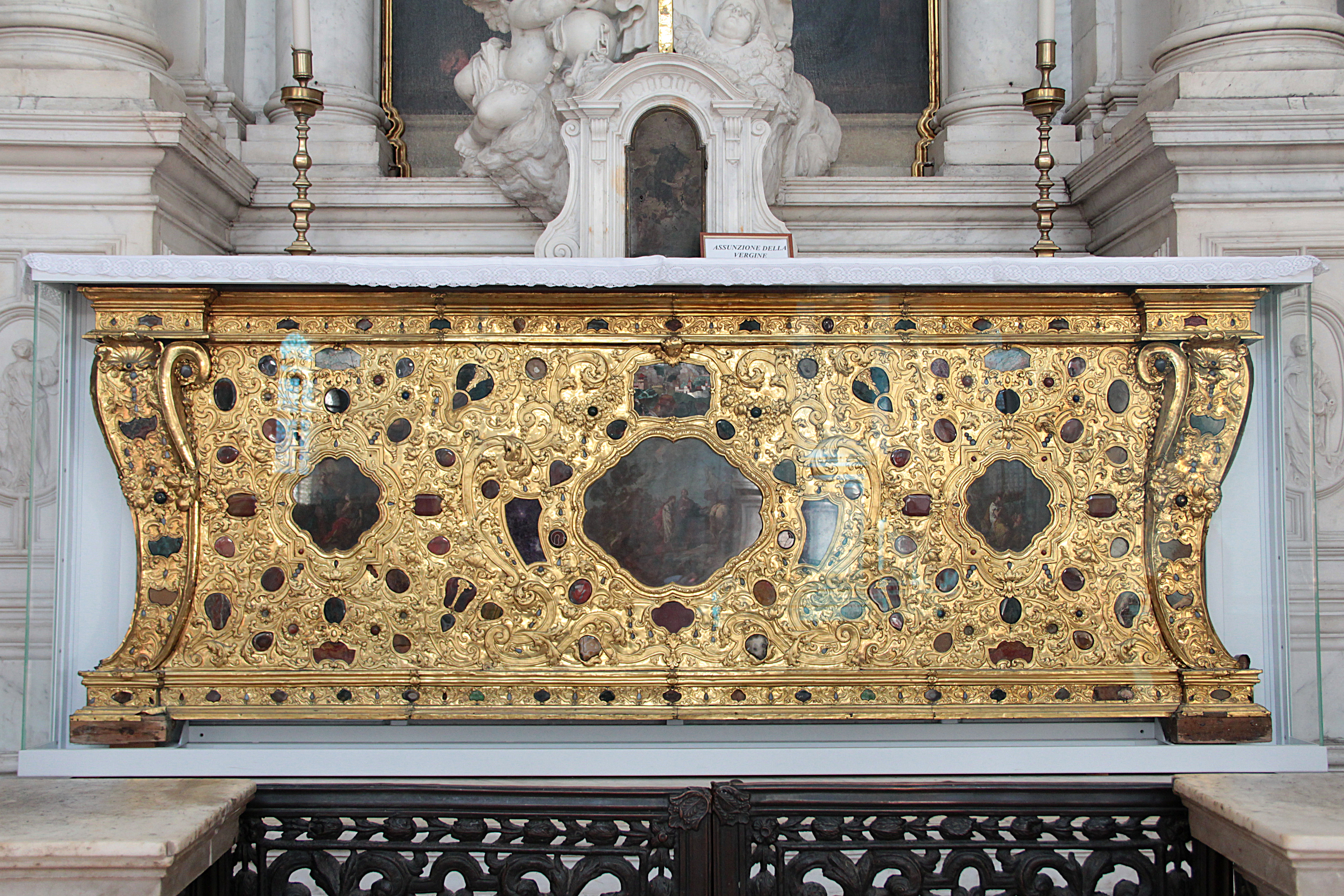
Altaar van een stralende kapel van de basiliek.
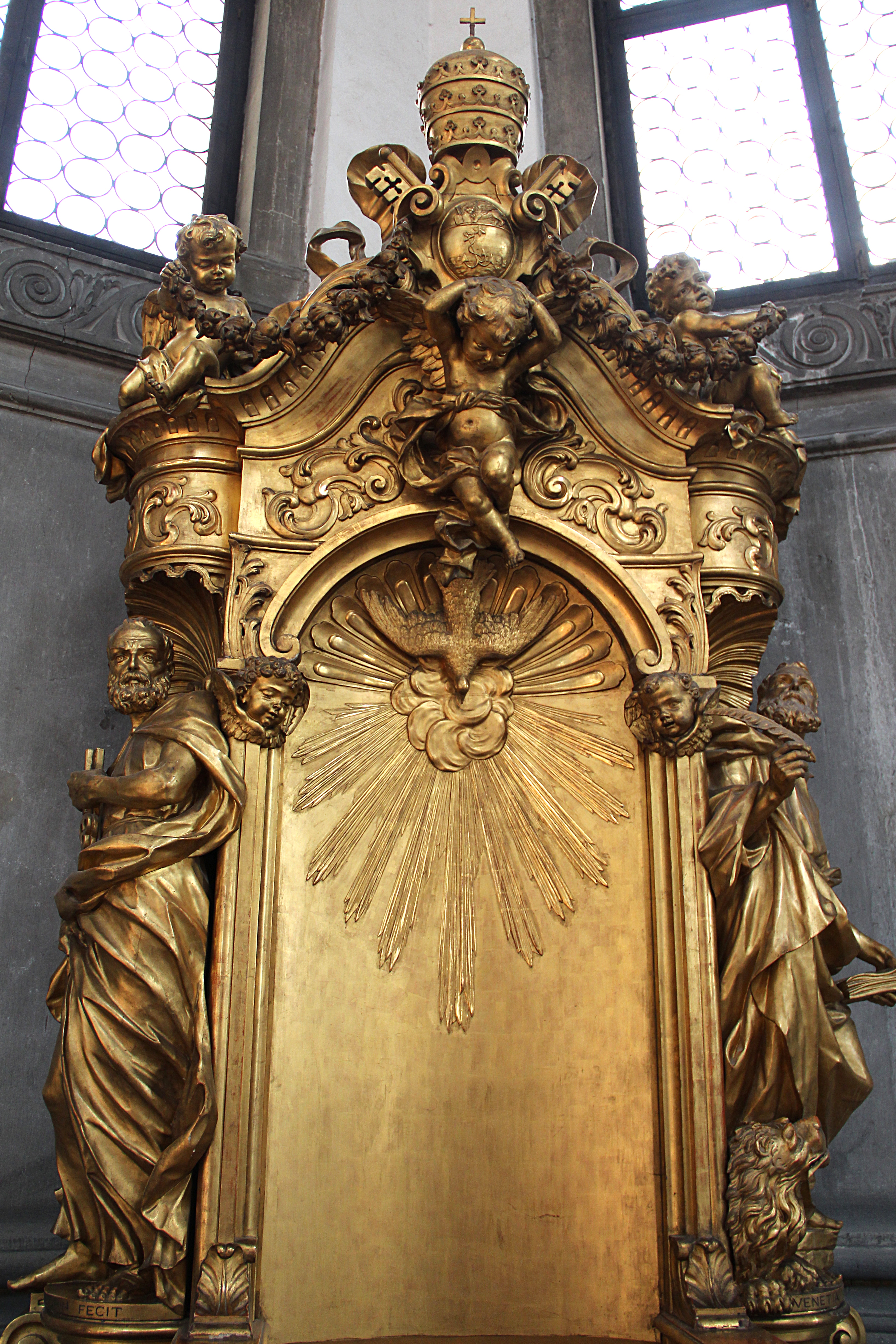
Bovenste deel van de troon van paus Pius X.